# Samuel Matete
Samuel Matete (nacido en Chingola, 27 de julio de 1968) es un atleta zambiano especializado en pruebas de velocidad. Su mejor rendimiento lo consiguió en la prueba de 400 metros vallas. Dotado para efectuar un final muy rápido, fue uno de los mejores corredores del mundo a principios de los años 1990, y fue el primer campeón del mundo de campo y pista zambiano en los Campeonatos Mundiales de Atletismo de Tokio 1991. Sus 47.10 segundos, alcanzados durante el Weltklasse Zürich en 1991, perduran como récord africano en la actualidad.

## Palmarés
| Año  | Campeonato                                | Lugar                    | Puesto |
| ---- | ----------------------------------------- | ------------------------ | ------ |
| 1988 | Campeonato Mundial Junior de Atletismo    | Sudbury, Canadá          | 5º     |
| 1991 | Campeonato del Mundo de Atletismo de 1991 | Tokio, Japón             | 1º     |
| 1992 | Copa del mundo de la IAAF                 | La Habana, Cuba          | 1º     |
| 1993 | Campeonato del Mundo de Atletismo de 1993 | Stuttgart, Alemania      | 2º     |
| 1994 | Juegos de la Mancomunidad                 | Victoria, Canadá         | 1º     |
|      | Goodwill Games                            | San Petersburgo, Rusia   | 2º     |
|      | Copa del mundo de la IAAF                 | Londres, Inglaterra      | 1º     |
| 1995 | Campeonato del Mundo de Atletismo de 1995 | Gotemburgo, Suecia       | 2º     |
| 1996 | Juegos Olímpicos de 1996                  | Atlanta, Estados Unidos  | 2º     |
| 1997 | Campeonato del Mundo de Atletismo de 1997 | Atenas, Grecia           | 5º     |
| 1998 | Campeonato africano de atletismo 1998     | Dakar, Senegal           | 1st    |
|      | Copa del mundo de la IAAF                 | Johannesburgo, Sudáfrica | 1st    |

### Marcas personales
- 400 m vallas - 47.10s (1991)
- 400 m lisos - 44.88s (1991)
- 200 m lisos - 21.04s (1989)
- 100 m lisos - 10.77s (1989)